# Tallinn Trophy de 2011
Tallinn Trophy de 2011 foi a primeira edição do Tallinn Trophy, um evento anual de patinação artística no gelo de níveis sênior, júnior e noviço. A competição foi disputada entre os dias 24 de novembro e 27 de novembro, na cidade de Tallinn, Estônia.

## Eventos
- Individual masculino
- Individual feminino
- Dança no gelo

## Medalhistas
| Evento                        | Ouro                                             | Prata                                    | Bronze                                   |
| Sênior                        |                                                  |                                          |                                          |
| Individual masculino detalhes | Sarkis Hayrapetyan · Armênia                     | Slavik Hayrapetyan · Armênia             | Girts Jekabsons · Letônia                |
| Individual feminino detalhes  | Yulia Starikova · Rússia                         | Helery Halvin · Estônia                  | Stasija Rage · Letônia                   |
| Dança no gelo detalhes        | Irina Shtork · Taavi Rand · Israel               | Hanna Maria Tammo · Geido Kapp · Geórgia | nenhum outro competidor                  |
| Júnior                        |                                                  |                                          |                                          |
| Individual masculino detalhes | Samuel Koppel · Estônia                          | German Frolov · Estônia                  | nenhum outro competidor                  |
| Individual feminino detalhes  | Sindra Kriisa · Estônia                          | Viktoria Proshina · Rússia               | Karine Rutlauka · Letônia                |
| Dança no gelo detalhes        | Victoria-Laura Lõhmus · Andrei Davodov · Estônia | nenhum outro competidor                  | nenhum outro competidor                  |
| Noviço avançado               |                                                  |                                          |                                          |
| Individual masculino detalhes | Mihhail Sokolov · Estônia                        | Mark Yuris · Rússia                      | nenhum outro competidor                  |
| Individual feminino detalhes  | Kristina Shoshina · Rússia                       | Anna Laura Perve · Estônia               | Erna Anna Husko · Estônia                |
| Dança no gelo detalhes        | Ksenia Konkina · Georgy Reviya · Rússia          | Maria Oleynik · Andrey Neverov · Rússia  | Lilia Iutanina · Andrey Filatov · Rússia |

## Resultados

### Sênior

#### Individual masculino
| Pos.              | Nome              | Nacionalidade | Pontos | PC        | PL        |
| ----------------- | ----------------- | ------------- | ------ | --------- | --------- |
| Medalha de ouro   | Sargis Airapetyan | Armênia       | 131.88 | 44.48 (1) | 87.40 (1) |
| Medalha de prata  | Slavik Airapetyan | Armênia       | 123.94 | 40.79 (2) | 83.15 (2) |
| Medalha de bronze | Girts Jekabsons   | Letônia       | 110.19 | 40.32 (3) | 69.87 (3) |

#### Individual feminino
| Pos.              | Nome             | Nacionalidade | Pontos | PC        | PL        |
| ----------------- | ---------------- | ------------- | ------ | --------- | --------- |
| Medalha de ouro   | Yulia Starikova  | Rússia        | 103.63 | 30.68 (2) | 72.95 (1) |
| Medalha de prata  | Helery Halvin    | Estônia       | 98.82  | 33.47 (1) | 65.35 (2) |
| Medalha de bronze | Stasija Rage     | Letônia       | 89.98  | 29.15 (3) | 60.83 (3) |
| 4                 | Dana Gerasimova  | Letônia       | 74.97  | 25.66 (4) | 49.31 (4) |
| WD                | Minna Parviainen | Finlândia     | —      | — (WD)    |           |
| WD                | Helena Stenbacka | Finlândia     | —      | — (WD)    |           |

#### Dança no gelo
| Pos.             | Nome                           | Nacionalidade | Pontos | PC        | PL        |
| ---------------- | ------------------------------ | ------------- | ------ | --------- | --------- |
| Medalha de ouro  | Irina Shtork / Taavi Rand      | Estônia       | 128.08 | 50.63 (1) | 77.45 (1) |
| Medalha de prata | Hanna Maria Tammo / Geido Kapp | Estônia       | 59.85  | 25.40 (2) | 34.45 (2) |

### Júnior

#### Individual masculino júnior
| Pos.             | Nome          | Nacionalidade | Pontos | PC        | PL        |
| ---------------- | ------------- | ------------- | ------ | --------- | --------- |
| Medalha de ouro  | Samuel Koppel | Estônia       | 114.74 | 43.40 (1) | 71.34 (1) |
| Medalha de prata | German Frolov | Estônia       | 84.82  | 28.36 (2) | 56.46 (2) |

#### Individual feminino júnior
| Pos.              | Nome                   | Nacionalidade | Pontos | PC         | PL         |
| ----------------- | ---------------------- | ------------- | ------ | ---------- | ---------- |
| Medalha de ouro   | Sindra Kriisa          | Estônia       | 115.41 | 43.81 (1)  | 71.60 (1)  |
| Medalha de prata  | Viktoria Proshina      | Rússia        | 111.70 | 41.20 (2)  | 70.50 (2)  |
| Medalha de bronze | Karine Rutlauka        | Letônia       | 102.15 | 37.14 (5)  | 65.01 (5)  |
| 4                 | Samanta Kovalkova      | Letônia       | 100.94 | 35.43 (6)  | 65.51 (4)  |
| 5                 | Ekaterina Kozlovskaya  | Rússia        | 100.65 | 40.33 (3)  | 60.32 (10) |
| 6                 | Ksenia Pozen           | Rússia        | 100.09 | 38.23 (4)  | 61.86 (7)  |
| 7                 | Natalja Gordeeva       | Estônia       | 99.78  | 33.28 (9)  | 66.50 (3)  |
| 8                 | Emilia Reimane         | Letônia       | 94.93  | 34.07 (7)  | 60.86 (8)  |
| 9                 | Viktoria Titova        | Estônia       | 92.51  | 28.85 (19) | 63.66 (6)  |
| 10                | Jana Kazakevich        | Rússia        | 92.50  | 31.90 (11) | 60.60 (9)  |
| 11                | Jannika Myntti         | Finlândia     | 91.66  | 31.86 (12) | 59.80 (11) |
| 12                | Evelina Oraste         | Estônia       | 89.90  | 30.70 (16) | 59.20 (12) |
| 13                | Sara Huoskonen         | Finlândia     | 87.89  | 32.75 (10) | 55.14 (15) |
| 14                | Eike Langerbaur        | Estônia       | 87.35  | 31.18 (14) | 56.17 (14) |
| 15                | Minna Mikkonen         | Finlândia     | 87.16  | 30.79 (15) | 56.37 (13) |
| 16                | Alexandra Ilina        | Rússia        | 84.50  | 33.30 (8)  | 51.20 (20) |
| 17                | Anna Belevicha         | Letônia       | 82.63  | 30.02 (18) | 52.61 (17) |
| 18                | Kristina-Lolita Fokina | Estônia       | 80.08  | 31.52 (13) | 48.56 (21) |
| 19                | Karina Shtork          | Estônia       | 79.55  | 28.29 (20) | 51.26 (19) |
| 20                | Helmi Rauteheimo       | Finlândia     | 79.19  | 27.47 (21) | 51.72 (18) |
| 21                | Simona Baeva           | Letônia       | 78.60  | 30.56 (17) | 48.04 (22) |
| 22                | Susanna Palokangas     | Finlândia     | 78.06  | 25.29 (23) | 52.77 (16) |
| 23                | Paasu-Liis Kens        | Estônia       | 72.33  | 25.36 (22) | 46.97 (23) |
| 24                | Eva Chekanauska        | Letônia       | 67.02  | 23.72 (24) | 43.30 (25) |
| 25                | Maria Tikhonova        | Rússia        | 65.24  | 23.11 (25) | 42.13 (26) |
| 26                | Marii Selberg          | Estônia       | 64.09  | 20.67 (28) | 43.42 (24) |
| 27                | Emmi Koukkari          | Finlândia     | 63.09  | 22.64 (26) | 40.45 (27) |
| 28                | Heidi Raiha            | Finlândia     | 57.96  | 20.79 (27) | 37.17 (28) |
| WD                | Jelizaveta Smeljova    | Estônia       | —      | — (WD)     |            |
| WD                | Anastasija Tjurikova   | Letônia       | —      | — (WD)     |            |

#### Dança no gelo júnior
| Pos.            | Nome                                   | Nacionalidade | Pontos | PC        | PL        |
| --------------- | -------------------------------------- | ------------- | ------ | --------- | --------- |
| Medalha de ouro | Victoria-Laura Lohmus / Andrei Davodov | Estônia       | 73.03  | 26.24 (1) | 46.79 (1) |

### Noviço avançado

#### Individual masculino noviço avançado
| Pos.             | Nome             | Nacionalidade | Pontos | PC        | PL        |
| ---------------- | ---------------- | ------------- | ------ | --------- | --------- |
| Medalha de ouro  | Mihhail Sokolov  | Estônia       | 62.04  | 24.03 (1) | 38.01 (1) |
| Medalha de prata | Mark Yuris       | Rússia        | 49.64  | 19.69 (2) | 29.95 (2) |
| WD               | Daniels Roschiks | Letônia       | —      | — (WD)    |           |

#### Individual feminino noviço avançado
| Pos.              | Nome                      | Nacionalidade | Pontos | PC         | PL         |
| ----------------- | ------------------------- | ------------- | ------ | ---------- | ---------- |
| Medalha de ouro   | Kristina Shoshina         | Rússia        | 86.77  | 26.24 (17) | 60.53 (1)  |
| Medalha de prata  | Anna Laura Perve          | Estônia       | 80.84  | 31.21 (3)  | 49.63 (2)  |
| Medalha de bronze | Erna Anna Husko           | Estônia       | 80.29  | 30.96 (4)  | 49.33 (3)  |
| 4                 | Darja Shatibelko          | Letônia       | 78.44  | 30.40 (7)  | 48.04 (4)  |
| 5                 | Brita Paula Poder         | Estônia       | 77.91  | 29.98 (8)  | 47.93 (5)  |
| 6                 | Diana Reinsalu            | Estônia       | 77.00  | 30.45 (6)  | 46.55 (7)  |
| 7                 | Stanislava Konstantinova  | Rússia        | 76.58  | 31.45 (1)  | 45.13 (9)  |
| 8                 | Diana Nikitina            | Letônia       | 76.29  | 28.96 (9)  | 47.33 (6)  |
| 9                 | Tellu Salmenkyla          | Finlândia     | 76.20  | 30.57 (5)  | 45.63 (8)  |
| 10                | Sallianna Ozturk          | Suécia        | 74.32  | 31.32 (2)  | 43.00 (12) |
| 11                | Naomi Charlotta Andersson | Estônia       | 71.58  | 28.64 (11) | 42.94 (13) |
| 12                | Darja Zuravljova          | Letônia       | 70.49  | 27.13 (13) | 43.36 (10) |
| 13                | Diana Gara                | Letônia       | 68.61  | 28.10 (12) | 40.51 (15) |
| 14                | Jea Hyrylainen            | Finlândia     | 68.20  | 24.87 (19) | 43.33 (11) |
| 15                | Sinika Paukku             | Estônia       | 68.02  | 26.98 (14) | 41.04 (14) |
| 16                | Anita Bauer               | Estônia       | 67.22  | 28.90 (10) | 38.32 (18) |
| 17                | Ingrid Nahkor             | Estônia       | 64.63  | 24.68 (21) | 39.95 (16) |
| 18                | Eevi Pajulahti            | Finlândia     | 63.24  | 26.98 (15) | 36.26 (20) |
| 19                | Oona Ounasuori            | Finlândia     | 61.44  | 22.10 (32) | 39.34 (17) |
| 20                | Millena Saar              | Rússia        | 60.46  | 24.70 (20) | 35.76 (21) |
| 21                | Oona Janatuinen           | Finlândia     | 60.23  | 22.65 (31) | 37.58 (19) |
| 22                | Helene Adele Rinne        | Estônia       | 60.21  | 24.45 (23) | 35.76 (22) |
| 23                | Molly Bengtsson           | Suécia        | 59.37  | 26.74 (16) | 32.63 (32) |
| 24                | Kart Jodshe               | Estônia       | 59.00  | 24.05 (24) | 34.95 (24) |
| 25                | Anita Malosheva           | Estônia       | 58.38  | 23.42 (25) | 34.96 (23) |
| 26                | Pernille Simensen         | Noruega       | 57.60  | 25.04 (18) | 32.56 (33) |
| 27                | Jade Celine Hui           | Noruega       | 57.08  | 22.69 (30) | 34.39 (25) |
| 28                | Emma Kivioja              | Suécia        | 56.36  | 23.00 (27) | 33.36 (27) |
| 29                | Elizabete Jubkane         | Letônia       | 56.17  | 23.23 (26) | 32.94 (29) |
| 30                | Johanna Magin             | Estônia       | 55.08  | 22.88 (28) | 32.20 (36) |
| 31                | Ethel Enniko              | Estônia       | 54.84  | 21.79 (33) | 33.05 (28) |
| 32                | Maria Kisseljova          | Estônia       | 54.80  | 24.64 (22) | 30.16 (40) |
| 33                | Nika Ten                  | Estônia       | 54.27  | 22.70 (29) | 31.57 (37) |
| 34                | Tora Abrahamsson          | Suécia        | 53.76  | 21.55 (34) | 32.21 (35) |
| 35                | Thea Karlstad             | Noruega       | 53.17  | 19.69 (37) | 33.48 (26) |
| 36                | Pirita Pikkumaki          | Finlândia     | 52.46  | 19.94 (36) | 32.52 (34) |
| 37                | Laura Maria Haukanomm     | Estônia       | 52.02  | 19.37 (38) | 32.65 (31) |
| 38                | Anzela Mkrtchan           | Armênia       | 51.76  | 20.67 (35) | 31.09 (38) |
| 39                | Polina Volk               | Estônia       | 50.52  | 17.69 (40) | 32.83 (30) |
| 40                | Dzoana Pajus              | Estônia       | 49.37  | 18.85 (39) | 30.52 (39) |
| 41                | Karina Boikova            | Letônia       | 43.35  | 15.80 (41) | 27.55 (41) |
| WD                | Heli Tammemagi            | Estônia       | —      | — (WD)     |            |
| WD                | Juliana Juhno             | Letônia       | —      | — (WD)     |            |

#### Dança no gelo avançado
| Pos.              | Nome                                  | Nacionalidade | Pontos | P1        | P2        | PL        |
| ----------------- | ------------------------------------- | ------------- | ------ | --------- | --------- | --------- |
| Medalha de ouro   | Ksenia Konkina / Georgy Revya         | Rússia        | 69.00  | 12.71 (3) | 13.05 (1) | 43.24 (1) |
| Medalha de prata  | Maria Oleynik / Andrey Neverov        | Rússia        | 65.73  | 12.81 (2) | 11.60 (4) | 41.32 (2) |
| Medalha de bronze | Lilia Iutanina / Andrey Filatov       | Rússia        | 64.12  | 13.58 (1) | 12.33 (2) | 38.21 (4) |
| 4                 | Polina Velikanova / Maksim Nekrasov   | Rússia        | 62.62  | 11.95 (5) | 11.74 (3) | 38.93 (3) |
| 5                 | Viktoria Semenjuk / Artur Gruzdev     | Estônia       | 55.62  | 12.53 (4) | 11.40 (5) | 31.69 (5) |
| 6                 | Jekaterina Bunina / Vladislav Sobolev | Estônia       | 51.77  | 10.55 (6) | 10.19 (6) | 31.03 (6) |

## Quadro de medalhas
Sênior
| Ordem | País    | Medalha de ouro | Medalha de prata | Medalha de bronze |   | Ordem por total |
| ----- | ------- | --------------- | ---------------- | ----------------- | - | --------------- |
| 1     | Armênia | 1               | 1                |                   | 2 | 1               |
| 2     | Rússia  | 1               |                  |                   | 1 | 3               |
| 2     | Israel  | 1               |                  |                   | 1 | 3               |
| 4     | Geórgia |                 | 1                |                   | 1 | 3               |
| 4     | Estônia |                 | 1                |                   | 1 | 3               |
| 6     | Letônia |                 |                  | 2                 | 2 | 1               |
| TOTAL | TOTAL   | 3               | 3                | 2                 | 8 | —               |